# Picrasma tetramera
Picrasma tetramera är en bittervedsväxtart som först beskrevs av Ignatz Urban, och fick sitt nu gällande namn av W.W.Thomas, J.D.Mitch. & A.Noa. Picrasma tetramera ingår i släktet Picrasma och familjen bittervedsväxter. Inga underarter finns listade i Catalogue of Life.